# Paraxeropsis
Paraxeropsis is een geslacht van Phasmatodea uit de familie Heteronemiidae. De wetenschappelijke naam van dit geslacht is voor het eerst geldig gepubliceerd in 2008 door Camousseight.

## Soorten
Het geslacht Paraxeropsis omvat de volgende soorten:
- Paraxeropsis bicristata Camousseight, 2008
- Paraxeropsis camousseighti Vera, 2011